# マカオグランプリ
マカオグランプリ（ポルトガル語: Grande Prémio de Macau、中国語: 澳門格蘭披治大賽車、英語: Macau Grand Prix）は、1954年よりマカオの中心地の公道を使用して開催されている世界的に有名な市街地レースで、毎年11月中旬に開催される。

## 歴史

### 草レース

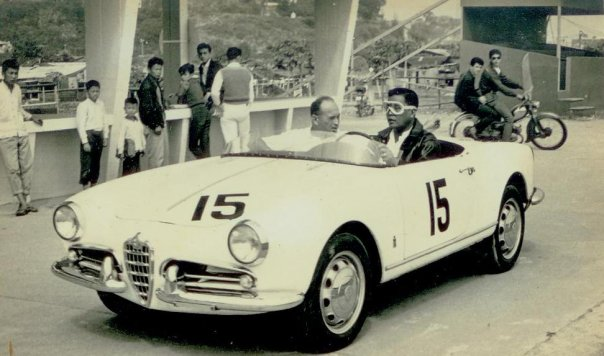
1962年当時

マカオがポルトガルの海外領土であった1954年に、地元に住むポルトガル人やイギリス人、華僑のモータースポーツ愛好家の手によって始められた。
なお当時は、アジアで唯一の自動車生産国である日本以外に、アジアにパーマネントサーキット（常設サーキット）は存在しておらず（アジア初のパーマネントサーキットである多摩川スピードウェイがオープンしたのが1936年。初の舗装されたパーマネントサーキットである鈴鹿サーキットがオープンするのは1962年のことである）、当然領土が狭いマカオにもパーマネントサーキットは存在しないため、マカオ政庁の許可を取って公道を閉鎖しいわゆる「市街地レース」として開催された。
当初は地元のマカオや香港、フィリピンなどの東南アジア諸国に住む裕福な欧米人や華僑、日本のアマチュアの愛好家による「草レース」的なものであり、厳密なレギュレーションも存在せず、フォーミュラカーとツーリングカーが混走するなど、そのレース内容も低レベルなものであった。

### 本格化

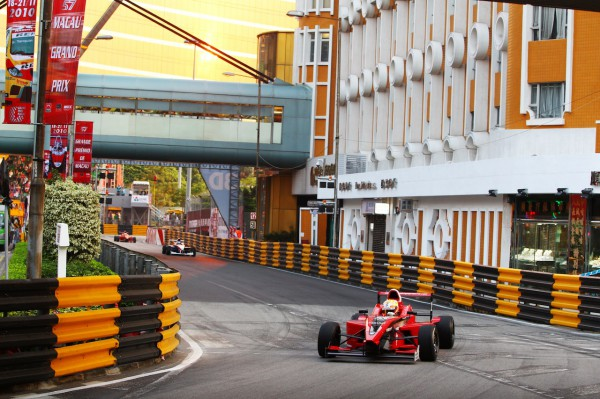
現在のギア・サーキット（リスボアホテル脇）

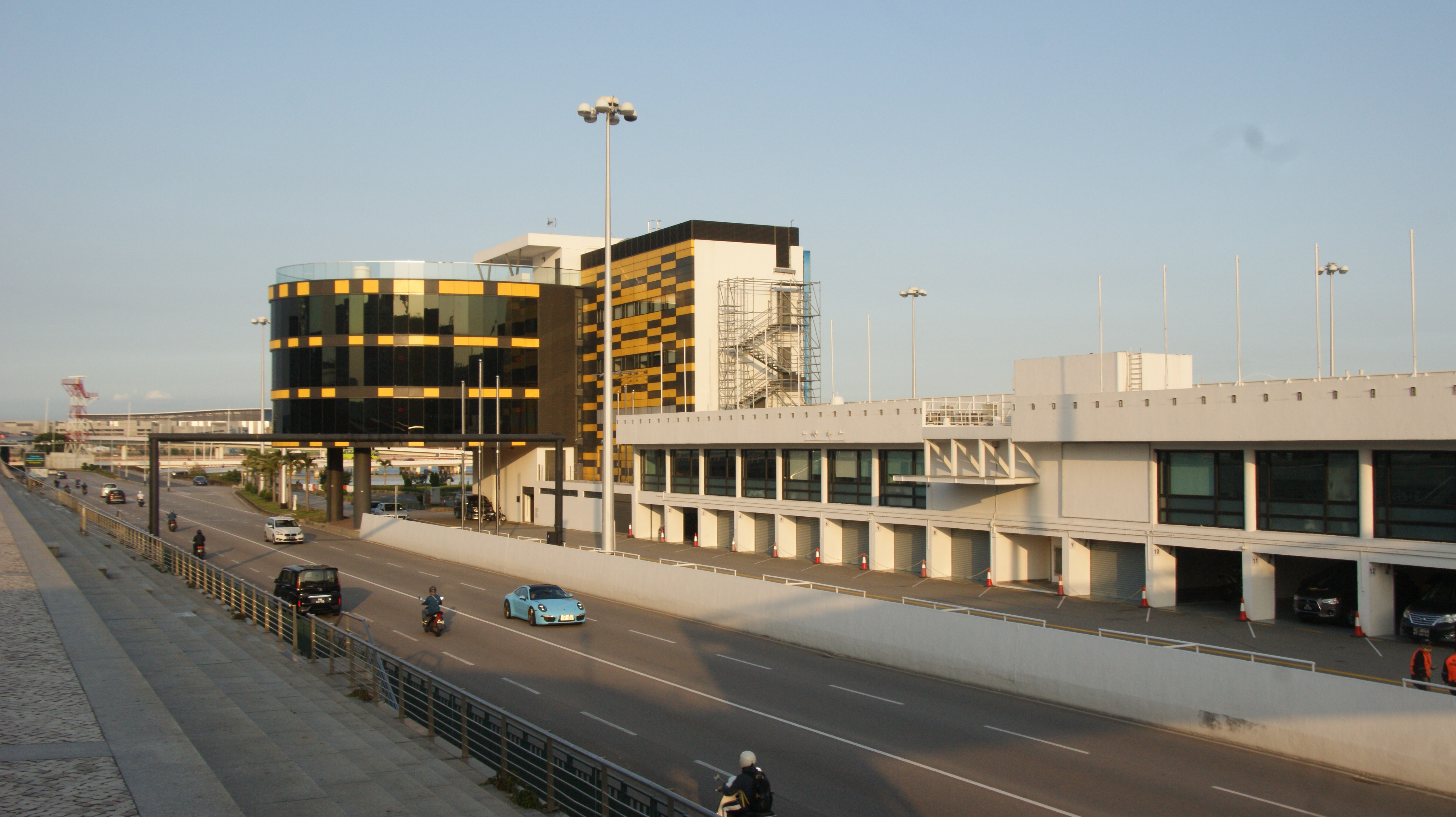
ピットビル

その後1960年代に、フォーミュラ1チーム「セオドール」のオーナーで東南アジア有数の大富豪であるテディ・イップによるテコ入れなどによって、1970年代にトヨタ自動車や日産自動車、マツダなどの日本の大手自動車メーカーが相次いでワークスやセミワークス体制で参入し、三菱自動車がワンメイクのレースをスタートさせたりして、日本人の参加者も多数出るようになり、次第に世界的にも知られる市街地レースの一つになっていった。
同時期はトヨタのワークスドライバーであった舘信秀が、市販車部門でトヨタ・セリカをドライブし日本人初優勝と2連覇を達成し、「マカオの虎」の異名を取った。
また開催時期には香港やアジア各国から多くの観戦客が訪れることから、ポルトガルのマカオ政庁も観光資源の1つとして積極的にプロモーションを行うようになっていき、ポルトガル総督も観覧するほか、マカオ港の旅客ターミナル付近への本格的なピットエリアやグランドスタンド、ガードレールの設営などのインフラストラクチャーの整備も行われるようになっていった。
なお、1970年代初頭まではフォーミュラカーとツーリングカーが混走していたが、中級フォーミュラであるフォーミュラ・パシフィック（FP）の本格導入などにより、クラス分けされ複数のレースが開催されるようになり、これを受けて上記の舘やリカルド・パトレーゼ、関谷正徳などの日本やヨーロッパのプロのレーシングドライバーが多数参戦するようになっていった。

### F3規格の導入

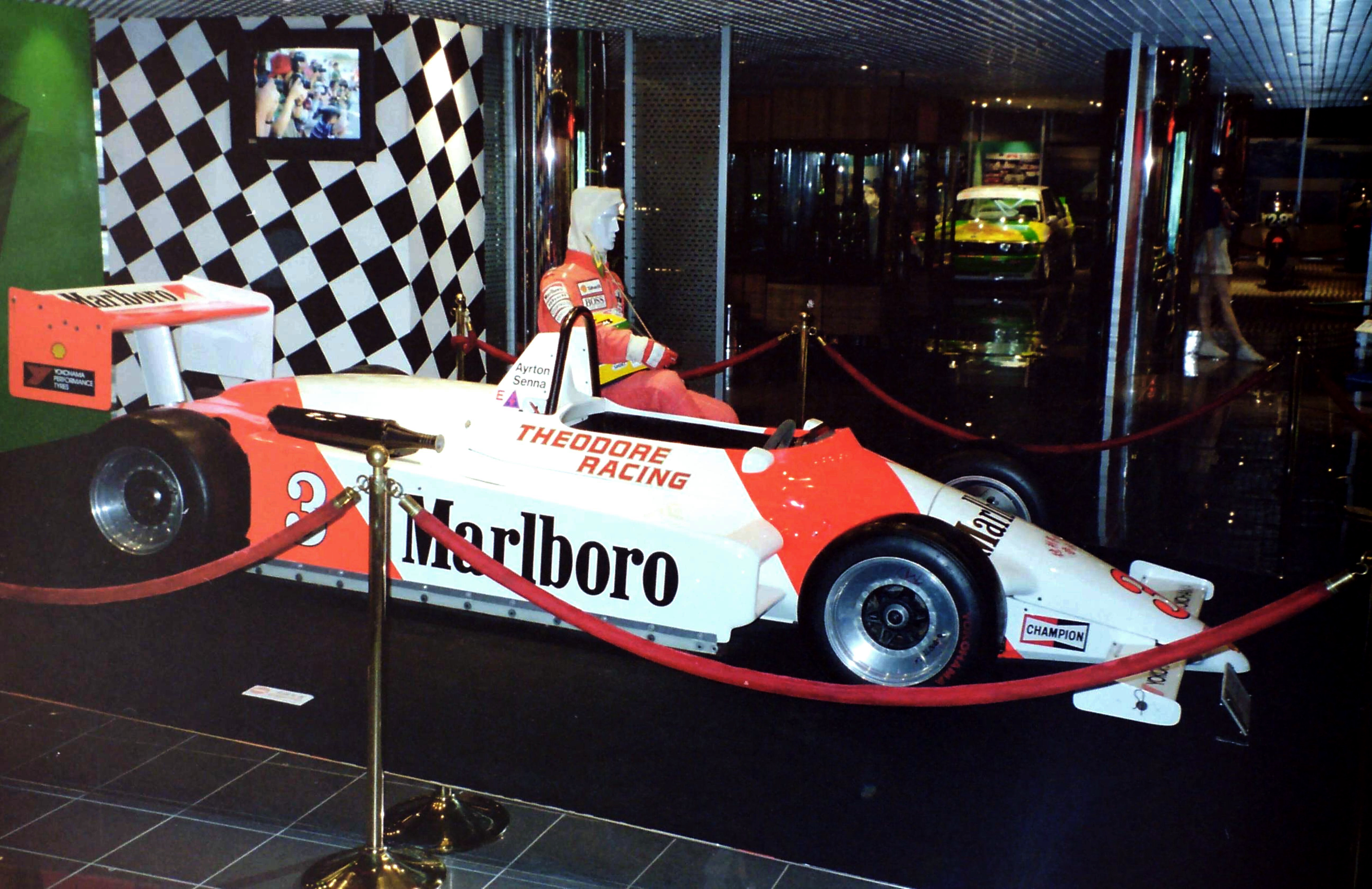
アイルトン・セナがドライブしたセオドールのF3マシン（マカオグランプリ博物館）

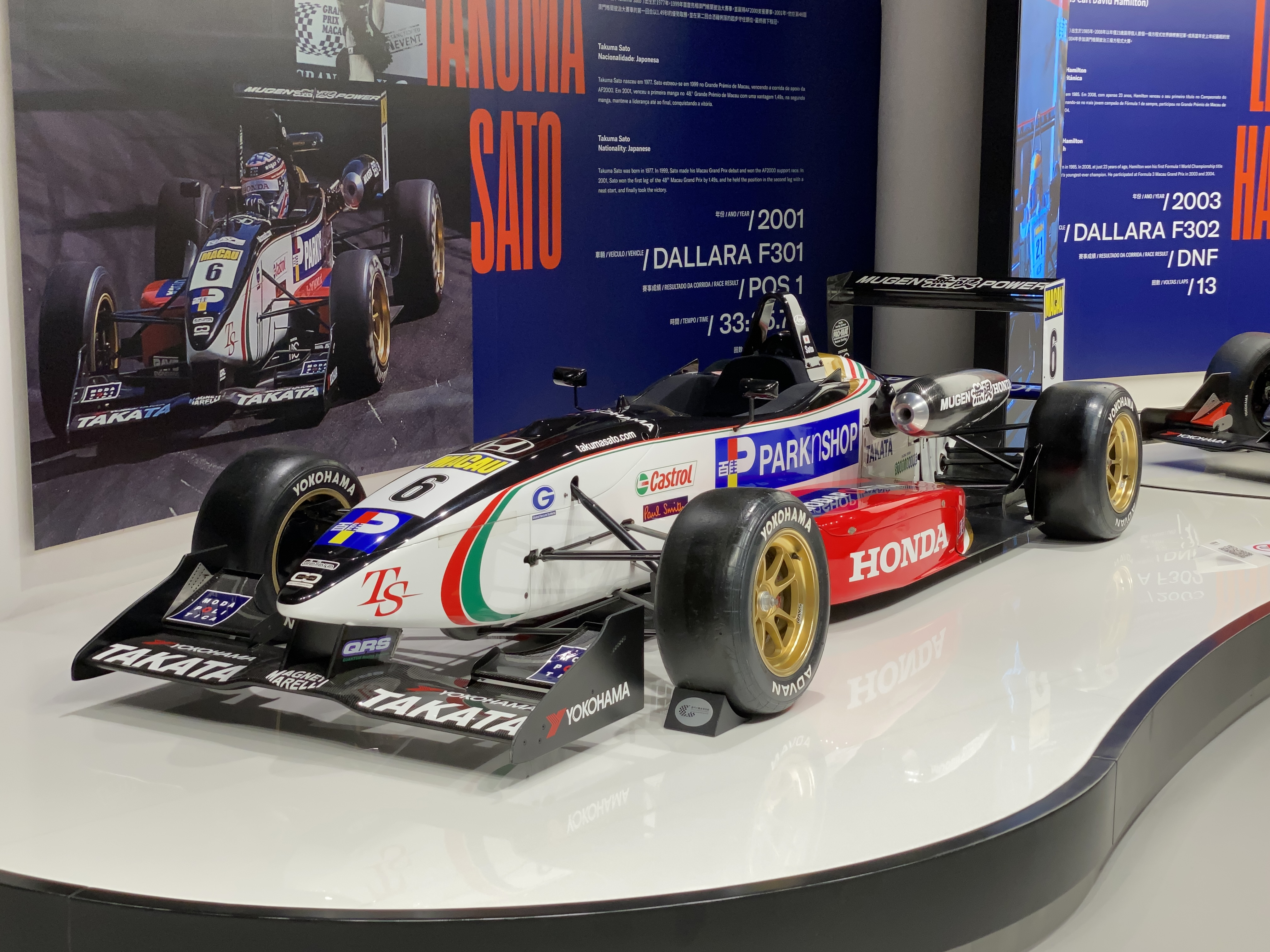
ダラーラ・F301 無限 （2001年 佐藤琢磨）

その後、1983年より国際格式のF3マシンによって行われるようになって以来、各国のF3選手権の上位者が集結し、「F3世界一決定戦」として扱われるようになりその知名度、格ともに世界有数のものとなった。
なお1990年から1993年にかけては、マカオグランプリの2週間前に富士スピードウェイで行われる「インターナショナルF3リーグ」と併せて、日本やイギリス、ドイツ、イタリア、フランスなどの世界のF3選手権の上位入賞者を集めた「F3世界一決定戦」シリーズとして開催されたこともある。
実際に、アイルトン・セナ（1983年優勝）やミハエル・シューマッハ（1990年優勝）、デビッド・クルサード（1991年優勝）、ラルフ・シューマッハ（1995年優勝）、佐藤琢磨（2001年優勝）など多くのレーシングドライバーがここで勝利を挙げた後にF1へとステップアップするなど、若手ドライバーにとっての登竜門的存在のレースとなっている。マカオGP公式サイトでは2003年以降毎年、現役のF1ドライバーのうち何人がマカオGP経験者であるかを紹介している。

### 規模拡大

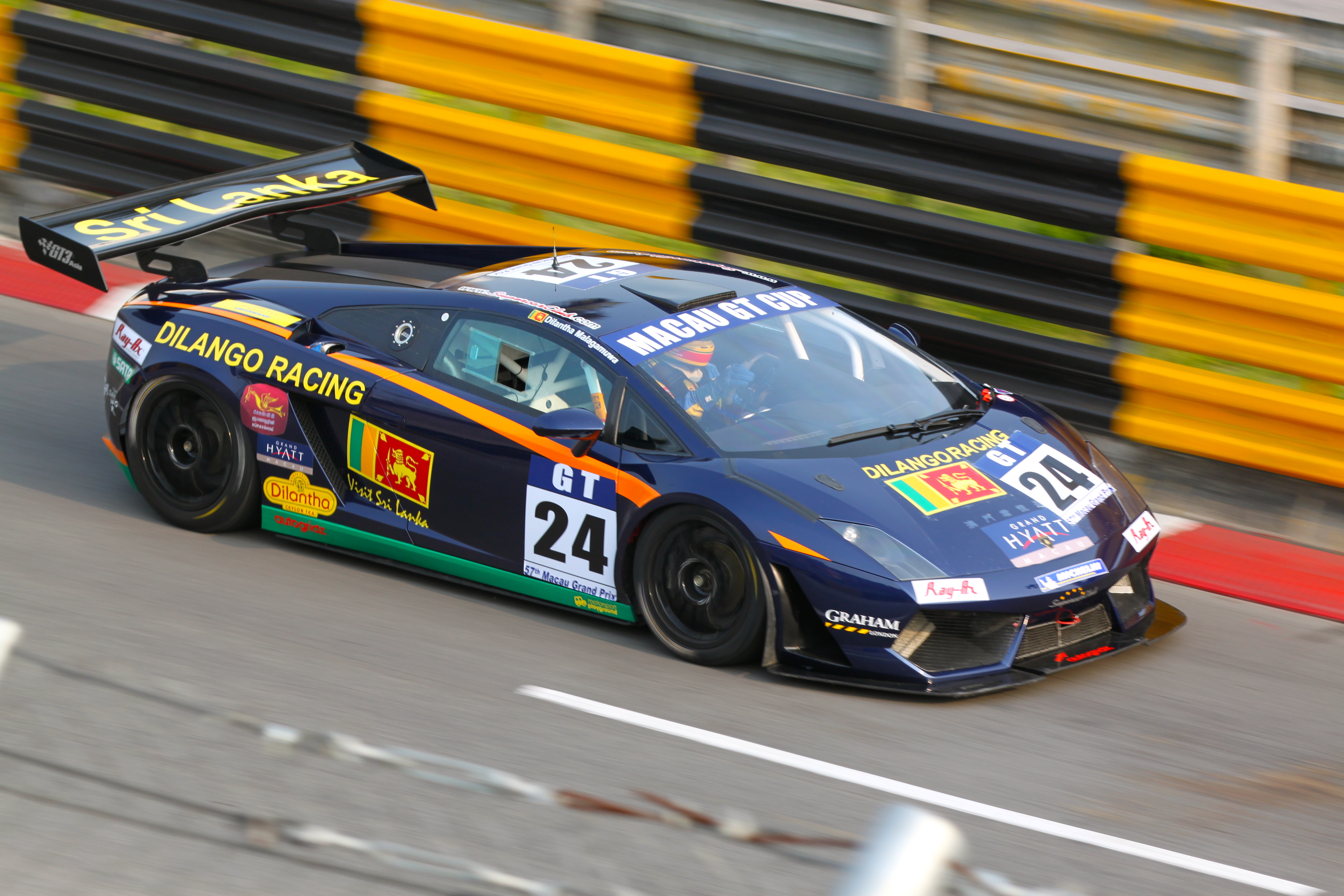
GTアジアシリーズ（2010年/ディランタ・マラガムワ）

マカオがポルトガルから中国に返還された後の2005年から2014年に、FIA 世界ツーリングカー選手権（WTCC）の最終戦に「ギア・レース」が組み込まれ、事実上の2枚看板となったほか、サポートレースのメインレースとして、日本や中国、マレーシアなどのアジア各国で開催され、アジアの富裕層を中心としたジェントルマンドライバーから、元F1ドライバーや元フォーミュラニッポンや元スーパーGTのドライバーまでが参戦する「GTアジアシリーズ」の最終戦も開催されるようになるなど、その規模、内容ともに拡大していく。
2009年と2010年のGTレースには、その後FIA 世界耐久選手権（WEC）に参戦することになる澤圭太が、日本人ドライバーとして初連覇し、初代「マカオマイスター」と呼ばれることになる。
2013年は60周年記念という事で、11月9日と10日、14日から17日までの2週末に渡り複数のレースが開催された。これに伴い、今回初開催となるアウディR8・LMSカップやポルシェ・カレラカップ・アジア、ランボルギーニ・スーパートロフェオ・アジアシリーズ、ロータス・グレーターチャイナレースなどの、日本や中国、シンガポールなどのアジアの富裕層をターゲットにした複数のワンメイクレースがサポートレースとして開催される。

### 現在

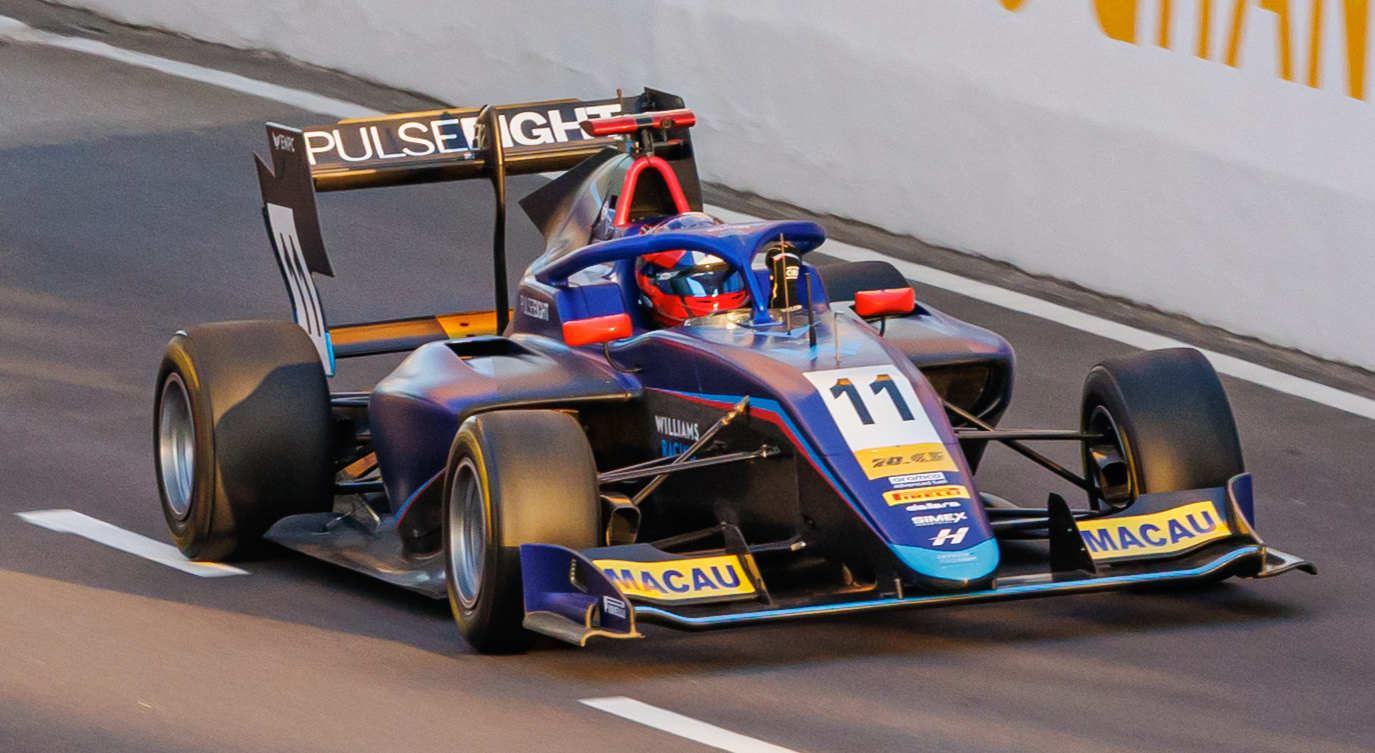
FIA F3（2023年）

2015年よりFIA-GT3規定車両によるFIA GTワールドカップがスタートし、これ以降は、ジェントルマンドライバーのレースカラーが強かったGTに、ワールドクラスのGTドライバーとメーカーワークスが入り混じって、より混迷した戦いが繰り広げられていく。
さらに、2016年より国際自動車連盟 (FIA) 公認の世界選手権となったことでF3レースがFIA F3ワールドカップに昇格した。これに伴い1983年以来F3のワンメイクタイヤを供給してきたヨコハマに代わって、ピレリが新たなタイヤサプライヤーとなるが、2017年にヨコハマがタイヤサプライヤーに復帰した。
今後はこれら2つのFIA ワールドカップと FIA WTCC「ギア・レース」の3つのカテゴリーのレースがメインレースとして行われ、さらにいくつかのサポートレースが開催されることになる。
2019年、ヨーロッパF3とGP3を統合したFIA F3シリーズがスタートしたことを受け、マカオグランプリも新しいF3規格の車両で行われることになった。また2016年以来、再びピレリがタイヤを供給した。
2020年以降はCOVID-19の影響や習近平指導部のゼロコロナ政策の影響などから、例年のF3や世界ツーリングカーカップ（WTCR）といったレースの開催を断念し、中国F4を中心としたローカルシリーズによるイベントとして行われた。
2023年6月5日、FIAは11月に開催される第70回マカオグランプリにおいて、2019年以来4年ぶりにFIA F3ワールドカップ、FIA GTワールドカップを開催することに決定したと明らかにした。
2024年5月、FIAは2024年からのマカオグランプリにおいて、新たにフォーミュラ・リージョナル車両による「FIAフォーミュラ・リージョナル・ワールドカップ」を開催すると発表。ヨーロッパ、北米、アジアのフォーミュラ・リージョナル選手権のドライバーが参加できるようになる。2019年と2023年に開催されたFIA F3マシンによる「FIA F3ワールドカップ」は行われないことが明らかとなった。

## サーキット

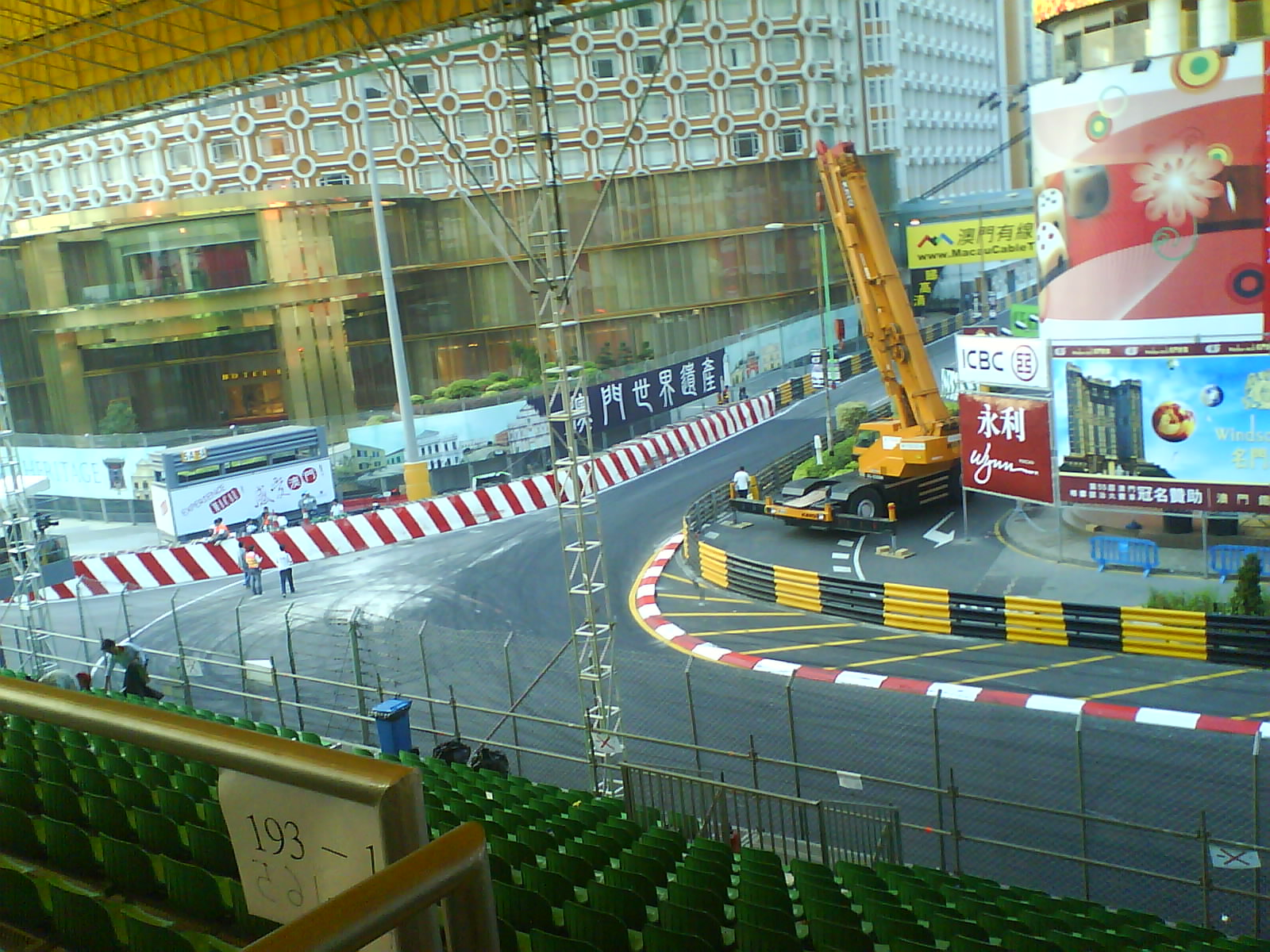
リスボア・ベンド

マカオ港の国際旅客ターミナル付近の直線道路をスタート地点に、旧市街地を中心に約6kmの一般道を走り抜ける｢ギア・サーキット｣と呼ばれるコースを使用する。なおピットビルこそ専用の施設を使用するが、ピットの作業エリアが足りないことから、サポートレースのピットに旅客ターミナルの地下駐車場が使用されている。
モナコグランプリが行われるモンテカルロ市街地コースよりも道幅が狭い地域も多く、世界でも有数の難関コースとして知られる。安全面での充実が図られているにもかかわらず2012年には2件の、2017年には1件の死亡事故が起きているほか、多重事故が起きやすいことでも知られている。2018年はソフィア・フローシュのマシンがリスボア・ベンドで、時速270㎞を超える速度でフェンスに激突する大クラッシュが発生し、NHKほかでも報道されるなど話題となった。事故車両撤去やセーフティバリア補修のためセーフティカー導入や赤旗中断でレースが長引き、進行スケジュールが遅れることもある。

## レース内容

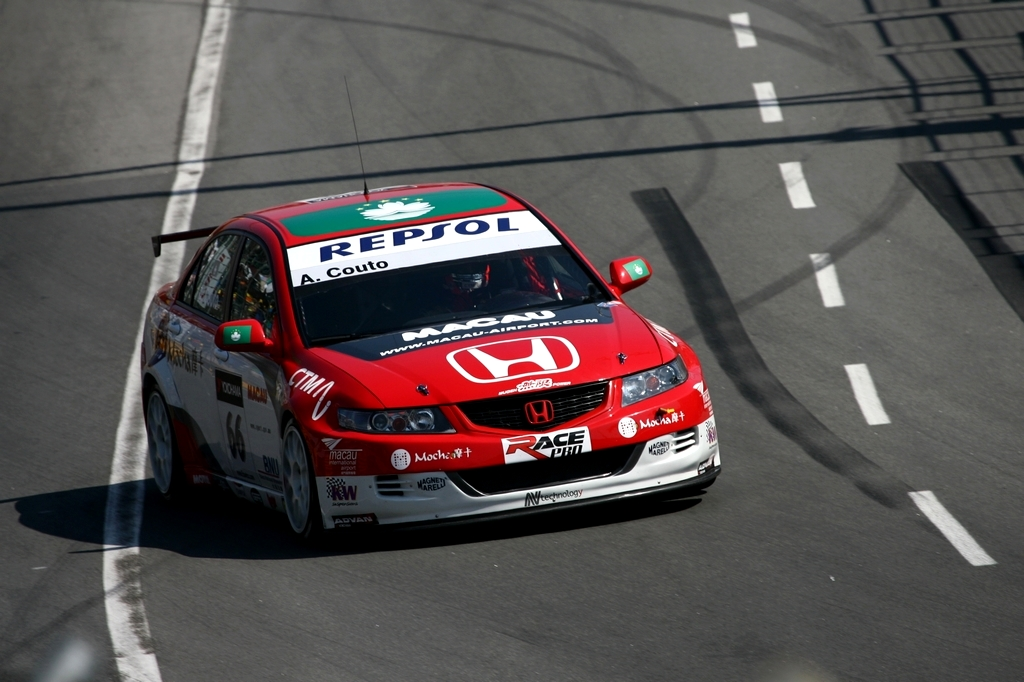
ギア・レースを走るホンダのアンドレ・クート（2008年）

- FIA フォーミュラ・リージョナル ワールドカップ
- FIA GT ワールドカップ
- FIA 世界ツーリングカーカップ（WTCR/ギア・レース）
- ツーリングカー
  - 1600ccターボ
  - 1950cc以上
  - チャイニーズ・ツーリングカー・カップ
- モーターサイクルGP（バイク）

通常11月の第2週または第3週の木曜日にスタートし、最初の2日間（木曜日と金曜日）は、練習走行と予選が行われる。全てのレースは土曜日と日曜日に開催され、最終日には、FIA フォーミュラ・リージョナルワールドカップとギア・レース（世界ツーリングカーカップの最終2ラウンド）、FIA GTワールドカップが開催される。また他にもスーパーカートのレースやパレードなど様々なイベントが開催される。

### FIA GT ワールドカップ

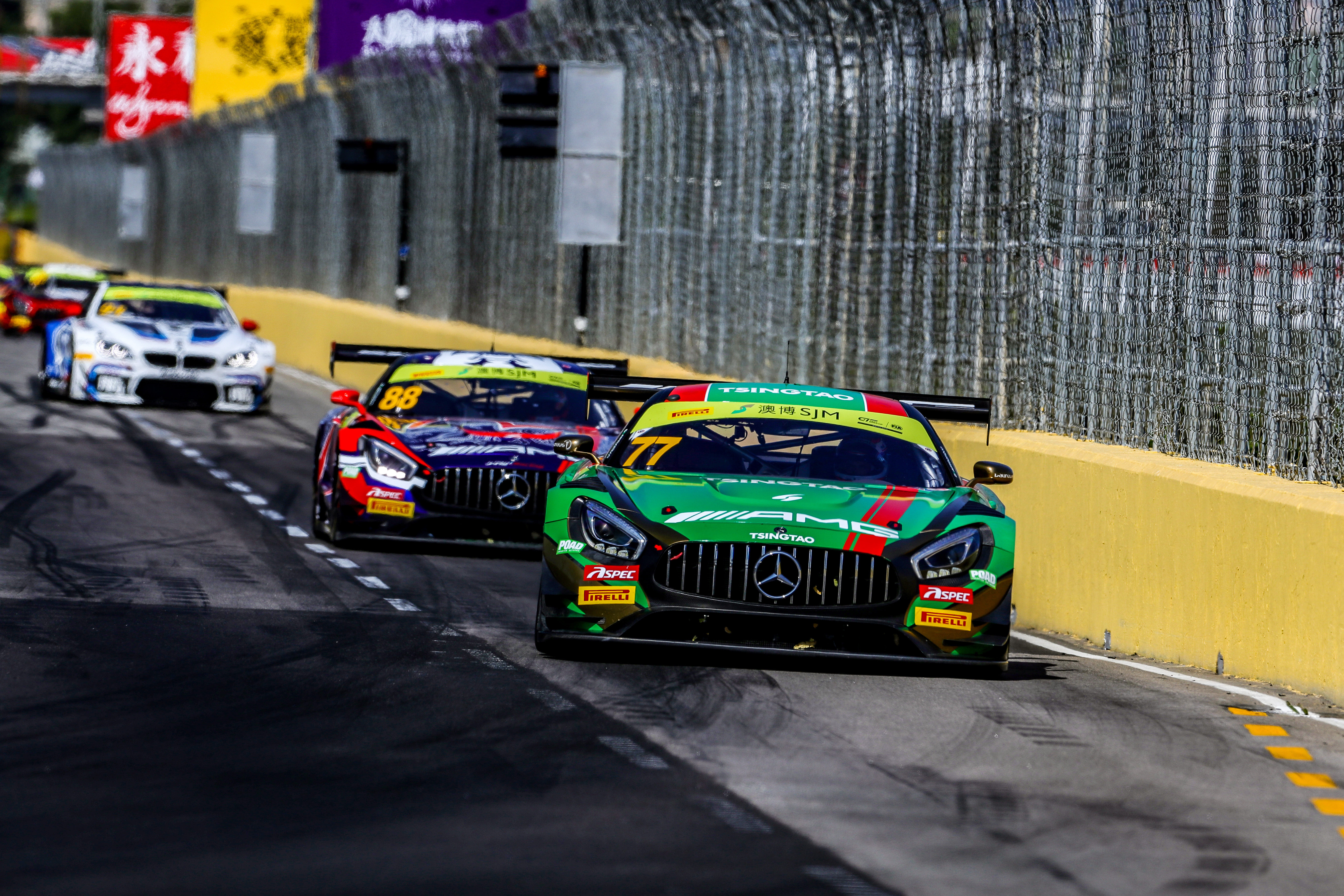
2019年 FIA GT ワールドカップ

FIA GTワールドカップは、SROモータースポーツグループ（SRO）とマカオチャイナ自動車総合協会（AAMC）が主催するGT3マシンのレース。このイベントは、2015年3月20日にジュネーブで開催された世界モータースポーツ評議会でFIAによって承認された。イベントの優勝ドライバーはメインレースの優勝ドライバー、マニュファクチャラータイトルは優勝者の車のメーカーに贈られる。
レースに参加するドライバーはGTカーで豊富な経験を積んでいる必要がある。2017年以降年齢制限があり、60歳未満に限られる。またブロンズレベルのドライバーは参加が禁止されている。

## 優勝者

### F3規格導入以前の主な優勝者
- 1965年、1972年 - 1973年、1975年 ：ジョン・マクドナルド（ 香港）＊最多勝利（4勝）
- 1974年、1976年：ヴァーン・シュパン（ オーストラリア）
- 1977年 - 1978年：リカルド・パトレーゼ（ イタリア）
- 1979年 - 1980年：ジェフ・リース（ イギリス）
- 1982年：ロベルト・モレノ（ ブラジル）

### F3での優勝者
- 斜字は後にF1に参戦したドライバー
- 太字はF1優勝経験者
- ★はF1ワールドチャンピオン獲得者

| 年   | 優勝者                               | 所属選手権                                      | シャーシー | エンジン           |
| ---- | ------------------------------------ | ----------------------------------------------- | ---------- | ------------------ |
| 1983 | アイルトン・セナ★                    | イギリスF3                                      | ラルト     | トヨタ             |
| 1984 | ジョン・ニールセン                   | ドイツF3                                        | ラルト     | フォルクスワーゲン |
| 1985 | マウリシオ・グージェルミン           | イギリスF3                                      | ラルト     | フォルクスワーゲン |
| 1986 | アンディ・ウォレス                   | イギリスF3                                      | レイナード | フォルクスワーゲン |
| 1987 | マーティン・ドネリー                 | イギリスF3                                      | ラルト     | トヨタ             |
| 1988 | エンリコ・ベルタッジア               | イタリアF3                                      | ラルト     | アルファロメオ     |
| 1989 | デビッド・ブラバム                   | イギリスF3                                      | ラルト     | フォルクスワーゲン |
| 1990 | ミハエル・シューマッハ★              | ドイツF3                                        | レイナード | フォルクスワーゲン |
| 1991 | デビッド・クルサード                 | イギリスF3                                      | ラルト     | 無限               |
| 1992 | リカルド・リデル                     | 全日本F3                                        | トムス     | トヨタ             |
| 1993 | ヨルグ・ミューラー                   | ドイツF3                                        | ダラーラ   | フィアット         |
| 1994 | サッシャ・マーセン                   | ドイツF3                                        | ダラーラ   | オペル             |
| 1995 | ラルフ・シューマッハ                 | ドイツF3                                        | ダラーラ   | オペル             |
| 1996 | ラルフ・ファーマン                   | イギリスF3                                      | ダラーラ   | 無限               |
| 1997 | ソエイル・アヤリ                     | フランスF3                                      | ダラーラ   | オペル             |
| 1998 | ピーター・ダンブレック               | 全日本F3                                        | ダラーラ   | トヨタ             |
| 1999 | ダレン・マニング                     | 全日本F3                                        | ダラーラ   | トヨタ             |
| 2000 | アンドレ・クート                     | 無所属（F3000）                                 | ダラーラ   | オペル             |
| 2001 | 佐藤琢磨                             | イギリスF3                                      | ダラーラ   | 無限               |
| 2002 | トリスタン・ゴメンディ               | フランスF3                                      | ダラーラ   | ルノー             |
| 2003 | ニコラ・ラピエール                   | ユーロF3                                        | ダラーラ   | ルノー             |
| 2004 | アレクサンドル・プレマ               | ユーロF3                                        | ダラーラ   | メルセデス         |
| 2005 | ルーカス・ディ・グラッシ             | ユーロF3                                        | ダラーラ   | メルセデス         |
| 2006 | マイク・コンウェイ                   | イギリスF3                                      | ダラーラ   | メルセデス         |
| 2007 | オリバー・ジャービス                 | 全日本F3                                        | ダラーラ   | トヨタ             |
| 2008 | 国本京佑                             | 全日本F3                                        | ダラーラ   | トヨタ             |
| 2009 | エドアルド・モルタラ                 | 無所属（GP2）                                   | ダラーラ   | フォルクスワーゲン |
| 2010 | エドアルド・モルタラ                 | ユーロF3                                        | ダラーラ   | フォルクスワーゲン |
| 2011 | ダニエル・ジュンカデラ               | ユーロF3                                        | ダラーラ   | メルセデス         |
| 2012 | アントニオ・フェリックス・ダ・コスタ | 無所属（GP3）                                   | ダラーラ   | フォルクスワーゲン |
| 2013 | アレックス・リン                     | ヨーロッパF3                                    | ダラーラ   | メルセデス         |
| 2014 | フェリックス・ローゼンクビスト       | ヨーロッパF3                                    | ダラーラ   | メルセデス         |
| 2015 | フェリックス・ローゼンクビスト       | ヨーロッパF3                                    | ダラーラ   | メルセデス         |
| 2016 | アントニオ・フェリックス・ダ・コスタ | 無所属（DTM、フォーミュラE）                    | ダラーラ   | フォルクスワーゲン |
| 2017 | ダニエル・ティクトゥム               | 無所属（ユーロカップ・フォーミュラ・ルノー2.0） | ダラーラ   | フォルクスワーゲン |
| 2018 | ダニエル・ティクトゥム               | ヨーロッパF3                                    | ダラーラ   | フォルクスワーゲン |
| 2019 | リチャード・フェルシュホー           | FIA F3                                          | ダラーラ   | メカクローム       |
| 2023 | ルーク・ブラウニング                 | FIA F3                                          | ダラーラ   | メカクローム       |
| 2024 | ウーゴ・ウゴチュクウ                 | FR                                              | タトゥース | アルファロメオ     |

### F4での優勝者
| 年   | 優勝者 | 所属選手権  | シャーシー | エンジン |
| ---- | ------ | ----------- | ---------- | -------- |
| 2020 | 梁瀚昭 | 中国F4 (en) | ミガル     | ジーリー |
| 2021 | 梁瀚昭 | 中国F4 (en) | ミガル     | ジーリー |
| 2022 | 鄭頴聰 | 中国F4 (en) | ミガル     | ジーリー |

## 主な参戦ドライバー
| ドライバー                       | 参戦年               | 主な成績                                                               | F1参戦歴 |
| -------------------------------- | -------------------- | ---------------------------------------------------------------------- | --- |
| ヴァーン・シュパン               | 1974,1976,1983       | 1974優勝、1976優勝、1983リタイア                                       | 1972, 1974-1975, 1977（BRM、エンサイン、ヒル、サーティース）                                                                                       |
| ジェフ・リース                   | 1986                 | 1986年リタイア                                                         | 1978-1980, 1982（エンサイン、ティレル、シャドウ、RAM、セオドール、ロータス）                                                                       |
| ルネ・アルヌー                   | 1985                 | 1985年6位                                                              | 1978-1989（マルティニ、サーティース、ルノー、フェラーリ、リジェ）                                                                                  |
| ヤン・ラマース                   | 1985-1988            | 1985年3位、1986年3位、1987年2位、1988年6位                             | 1979-1982, 1992（シャドウ、ATS、エンサイン、セオドール、マーチ）                                                                                   |
| ステファン・ヨハンソン           | 1984, 1988           | 1984年2位、1988年8位                                                   | 1980, 1983-1991（シャドウ、スピリット、ティレル、トールマン、フェラーリ、マクラーレン、リジェ、オニクス、AGS、フットワーク）                       |
| ティフ・ニーデル                 | 1983                 | 1983年13位                                                             | 1980（エンサイン） |
| マイク・サックウェル             | 1984-1987            | 1984年3位、1985年2位、1986年リタイア、1987年リタイア                   | 1980, 1984（アロウズ、ティレル、RAM） |
| スリム・ボルグッド               | 1984-1985            | 1984年6位、1985年11位                                                  | 1981-1982（ATS、ティレル） |
| ロベルト・ゲレーロ               | 1983-1985            | 1983年2位、1984年9位、1985年4位                                        | 1982-1983（エンサイン、セオドール） |
| トミー・バーン                   | 1984                 | 1983年リタイア、1984年8位                                              | 1982（セオドール） |
| ジャン＝ルイ・シュレッサー       | 1983                 | 1983年7位                                                              | 1983, 1988（RAM、ウィリアムズ） |
| ケニー・アチソン                 | 1985                 | 1985年14位                                                             | 1983,1985（RAM） |
| マーティン・ブランドル           | 1983, 1985           | 1983年4位、1985年リタイア                                              | 1984-1989, 1991-1996（ティレル、ザクスピード、ウィリアムズ、ブラバム、ベネトン、リジェ、マクラーレン、ジョーダン）                                 |
| アイルトン・セナ                 | 1983                 | 1983年優勝                                                             | 1984-1994（トールマン、ロータス、マクラーレン、ウィリアムズ）                                                                                      |
| ヨー・ガルトナー                 | 1985                 | 1985年10位                                                             | 1984（オゼッラ） |
| ゲルハルト・ベルガー             | 1983                 | 1983年3位                                                              | 1984-1997（ATS、アロウズ、ベネトン、フェラーリ、マクラーレン）                                                                                     |
| ピエルルイジ・マルティニ         | 1983, 1986           | 1983年リタイア、1986年10位                                             | 1984-1985,1988-1995（トールマン、ミナルディ、スクーデリア・イタリア）                                                                              |
| クリスチャン・ダナー             | 1985                 | 1985年18位                                                             | 1985-1987, 1989（ザクスピード、オゼッラ、アロウズ、リアル）                                                                                        |
| イヴァン・カペリ                 | 1984, 1986           | 1984年5位、1986年11位                                                  | 1985-1993（ティレル、AGS、マーチ、レイトンハウス、フェラーリ、ジョーダン）                                                                         |
| ジョニー・ダンフリーズ           | 1984-1987            | 1984年リタイア、1985年12位、1986年リタイア、1987年9位                  | 1986（ロータス） |
| アレン・バーグ                   | 1984                 | 1983年6位、1984年18位                                                  | 1986（オゼッラ） |
| エイドリアン・カンポス           | 1985                 | 1985年リタイア                                                         | 1987-1988（ミナルディ） |
| ガブリエル・タルキーニ           | 1988                 | 1988年9位                                                              | 1987-1992, 1995（オゼッラ、コローニ、ファースト、AGS、フォンドメタル、ティレル）                                                                   |
| フランコ・フォリーニ             | 1985-1986            | 1985年リタイア、1986年7位                                              | 1987（オゼッラ） |
| ヤニック・ダルマス               | 1986                 | 1986年5位                                                              | 1987-1990, 1994（ラルース、AGS） |
| ステファノ・モデナ               | 1986-1987            | 1986年13位、1987年15位                                                 | 1987-1992（ブラバム、ユーロブルン、ティレル、ジョーダン）                                                                                          |
| ジュリアン・ベイリー             | 1987,1989,1991       | 1987年4位、1989年2位、1991年リタイア                                   | 1988, 1991（ティレル、ロータス） |
| ベルント・シュナイダー           | 1986-1987            | 1986年19位、1987年3位                                                  | 1988-1990（ザクスピード、アロウズ） |
| マウリシオ・グージェルミン       | 1985-1987            | 1985年優勝、1986年2位、1987年5位                                       | 1988-1992（マーチ、レイトンハウス、ジョーダン） |
| 鈴木亜久里                       | 1985                 | 1985年リタイア                                                         | 1988-1995（ラルース、ザクスピード、フットワーク、ジョーダン、リジェ）                                                                              |
| ピエール＝アンリ・ラファネル     | 1985                 | 1985年16位                                                             | 1988-1989（ラルース、コローニ、リアル） |
| ジョニー・ハーバート             | 1987                 | 1987年18位                                                             | 1989-2000（ベネトン、ティレル、ロータス、リジェ、ザウバー、スチュワート、ジャガー）                                                                |
| ベルトラン・ガショー             | 1987-1989            | 1987年リタイア、1988年リタイア、1989年リタイア                         | 1989-1992, 1994-1995（オニクス、リアル、コローニ、ジョーダン、ラルース、ヴェンチュリー、パシフィック）                                             |
| フォルカー・ヴァイドラー         | 1984-1985            | 1984年4位、1985年7位                                                   | 1989（リアル） |
| ヨアヒム・ヴィンケルホック       | 1987-1988            | 1987年リタイア、1988年                                                 | 1989（AGS） |
| ジャン・アレジ                   | 1986-1988            | 1986年8位、1987年リタイア、1988年11位                                  | 1989-2001（ティレル、フェラーリ、ベネトン、ザウバー、プロスト、ジョーダン）                                                                        |
| マーティン・ドネリー             | 1986-1988            | 1986年リタイア、1987年優勝、1988年リタイア                             | 1989-1990（アロウズ、ロータス） |
| エマニュエル・ピロ               | 1984-1987            | 1984年17位、1985年17位、1986年4位、1987年リタイア                      | 1989-1991（ベネトン、スクーデリア・イタリア） |
| エリック・ベルナール             | 1987                 | 1987年8位                                                              | 1989-1991, 1994（ラルース、リジェ、ロータス） |
| エンリコ・ベルタッジア           | 1986-1988            | 1986年リタイア、1987年6位、1988年優勝                                  | 1989, 1992（コローニ、アンドレア・モーダ） |
| J.J.レート                       | 1988                 | 1988年リタイア                                                         | 1989-1994（オニクス、スクーデリア・イタリア、ザウバー、ベネトン）                                                                                  |
| ジャンニ・モルビデリ             | 1988-1989            | 1988年7位、1989年リタイア                                              | 1990-1992, 1994-1995, 1997（スクーデリア・イタリア、ミナルディ、フェラーリ、フットワーク、ザウバー）                                               |
| クラウディオ・ランジェス         | 1983-1984            | 1983年リタイア、1984年リタイア                                         | 1990（ユーロブルン） |
| ゲイリー・ブラバム               | 1988-1989            | 1988年5位、1989年6位                                                   | 1990（ライフ） |
| デビッド・ブラバム               | 1989                 | 1989年優勝                                                             | 1990, 1994（ブラバム、シムテック） |
| ミカ・ハッキネン                 | 1989-1990            | 1989年リタイア、1990年リタイア                                         | 1991-2001（ロータス、マクラーレン） |
| エリック・コマス                 | 1988                 | 1988年10位                                                             | 1991-1994（リジェ、ラルース） |
| ペドロ・チャベス                 | 1990                 | 1990年リタイア                                                         | 1991（コローニ） |
| ファブリツィオ・バルバッツァ     | 1985                 | 1985年リタイア                                                         | 1991, 1993（AGS、ミナルディ） |
| ミハエル・バルテルス             | 1989                 | 1989年リタイア                                                         | 1991（ロータス） |
| ミハエル・シューマッハ           | 1989-1990            | 1989年リタイア、1990年優勝                                             | 1991-2006, 2010-2002（ジョーダン、ベネトン、フェラーリ、メルセデス）                                                                               |
| アレッサンドロ・ザナルディ       | 1989-1990            | 1989年リタイア、1990年7位                                              | 1991-1994, 1999（ジョーダン、ミナルディ、ロータス、ウィリアムズ）                                                                                  |
| カール・ヴェンドリンガー         | 1988-1989            | 1988年リタイア、1989年リタイア                                         | 1991-1995（レイトンハウス、マーチ、ザウバー） |
| 服部尚貴                         | 1989-1990            | 1989年8位、1990年8位                                                   | 1991（コローニ） |
| ポール・ベルモンド               | 1984, 1986           | 1984年13位、1986年20位                                                 | 1992, 1994（マーチ、パシフィック） |
| クリスチャン・フィッティパルディ | 1991                 | 1991年3位                                                              | 1992-1994（ミナルディ、フットワーク） |
| デイモン・ヒル                   | 1986-1988            | 1986年リタイア、1987年20位、1988年2位                                  | 1992-1999（ブラバム、ウィリアムズ、アロウズ、ジョーダン）                                                                                          |
| ルーベンス・バリチェロ           | 1991-1992            | 1991年5位、1992年7位                                                   | 1993-2011（ジョーダン、スチュワート、フェラーリ、ホンダ、ブラウン、ウィリアムズ）                                                                  |
| ルカ・バドエル                   | 1991                 | 1991年12位                                                             | 1993, 1995-1996, 1999, 2009（スクーデリア・イタリア、ミナルディ、フォルティ、フェラーリ）                                                          |
| ペドロ・ラミー                   | 1992                 | 1992年2位                                                              | 1993-1996（ロータス、ミナルディ） |
| マルコ・アピチェラ               | 1985                 | 1985年リタイア                                                         | 1993（ジョーダン） |
| エディー・アーバイン             | 1988-1990            | 1988年リタイア、1989年リタイア、1990年3位                              | 1993-2002（ジョーダン、フェラーリ、ジャガー） |
| ジャン＝マルク・グーノン         | 1989                 | 1989年10位                                                             | 1993-1994（ミナルディ、シムテック） |
| オリビエ・ベレッタ               | 1990                 | 1990年リタイア                                                         | 1994（ラルース） |
| オリビエ・パニス                 | 1990                 | 1990年12位                                                             | 1994-1999, 2001-2004（リジェ、プロスト、BAR、トヨタ）                                                                                              |
| ハインツ＝ハラルド・フレンツェン | 1989-1990            | 1989年リタイア、1990年リタイア                                         | 1994-2003（ザウバー、ウィリアムズ、ジョーダン、プロスト、アロウズ）                                                                                |
| デビッド・クルサード             | 1991-1992            | 1991年優勝、1992年リタイア                                             | 1994-2008（ウィリアムズ、マクラーレン、レッドブル）                                                                                                |
| フィリップ・アダムス             | 1990, 1992           | 1990年リタイア、1992年リタイア                                         | 1994（ロータス） |
| 野田英樹                         | 1988, 1991           | 1988年リタイア、1991年 18位                                            | 1994（ラルース） |
| ドメニコ・スキャッタレーラ       | 1989, 1991           | 1989年5位、1991年15位                                                  | 1994-1995（シムテック） |
| ミカ・サロ                       | 1990                 | 1990年2位                                                              | 1994-2000, 2002（ロータス、ティレル、アロウズ、BAR、フェラーリ、ザウバー、トヨタ）                                                                 |
| フランク・ラゴルス               | 1991                 | 1991年リタイア                                                         | 1994（リジェ） |
| ジャン＝クリストフ・ブイヨン     | 1992                 | 1992年リタイア                                                         | 1995（ザウバー） |
| ヤン・マグヌッセン               | 1994                 | 1994年3位                                                              | 1995, 1996-1997（マクラーレン、スチュワート） |
| ジャック・ヴィルヌーヴ           | 1991-1993            | 1991年8位、1992年3位、1993年リタイア                                   | 1996-2006（ウィリアムズ、BAR、ルノー、ザウバー、BMWザウバー）                                                                                      |
| リカルド・ロセット               | 1993-1994            | 1993年12位、1994年8位                                                  | 1996-1998（フットワーク、ローラ、ティレル） |
| ジャンカルロ・フィジケラ         | 1993-1994            | 1993年リタイア、1994年リタイア                                         | 1996-2009（ミナルディ、ジョーダン、ベネトン、ザウバー、ルノー、フォース・インディア、フェラーリ）                                                  |
| ラルフ・シューマッハ             | 1994-1995            | 1994年4位、1995年優勝                                                  | 1997-2007（ジョーダン、ウィリアムズ、トヨタ） |
| ヤルノ・トゥルーリ               | 1995-1996            | 1995年2位、1996年3位                                                   | 1997-2011（ミナルディ、プロスト、ジョーダン、ルノー、トヨタ、ロータス）                                                                            |
| アレクサンダー・ヴルツ           | 1994-1995            | 1994年15位、1995年7位                                                  | 1997-2000, 2005, 2007（ベネトン、マクラーレン、ウィリアムズ）                                                                                      |
| ノルベルト・フォンタナ           | 1994-1995            | 1994年リタイア、1995年5位                                              | 1997（ザウバー） |
| ペドロ・デ・ラ・ロサ             | 1993, 1995-1996      | 1993年リタイア、1995年3位、1996年7位                                   | 1999-2002, 2005-2006, 2010-2012（アロウズ、ジャガー、マクラーレン、ザウバー、HRT）                                                                 |
| ステファン・サラザン             | 1997                 | 1997年7位                                                              | 1999（ミナルディ） |
| ジェンソン・バトン               | 1999                 | 1999年2位                                                              | 2000-2017（ウィリアムズ、ベネトン、ルノー、BAR、ホンダ、ブラウン、マクラーレン）                                                                   |
| ニック・ハイドフェルド           | 1996                 | 1996年6位                                                              | 2000-2011（プロスト、ザウバー、ジョーダン、ウィリアムズ、BMWザウバー、ザウバー、ルノー）                                                           |
| ルチアーノ・ブルティ             | 1998-1999            | 1998年リタイア、1999年リタイア                                         | 2000-2001（ジャガー、プロスト） |
| ファン・パブロ・モントーヤ       | 1996                 | 1996年リタイア                                                         | 2001-2006（ウィリアムズ、マクラーレン） |
| エンリケ・ベルノルディ           | 1997-1998            | 1997年3位、1998年3位                                                   | 2001-2002（アロウズ） |
| アレックス・ユーン               | 1998-2000            | 1998年9位、1999年7位、2000年リタイア                                   | 2001-2002（ミナルディ） |
| 佐藤琢磨                         | 2000-2001            | 2000年14位、2001年優勝                                                 | 2002-2008（ジョーダン、BAR、スーパーアグリ） |
| マーク・ウェバー                 | 1997                 | 1997年4位                                                              | 2002-2013（ミナルディ、ジャガー、ウィリアムズ、レッドブル）                                                                                        |
| アラン・マクニッシュ             | 1989                 | 1989年リタイア                                                         | 2002（トヨタ） |
| アンソニー・デビッドソン         | 2001                 | 2001年リタイア                                                         | 2002, 2005, 2007-2008（ミナルディ、BAR、スーパーアグリ）                                                                                           |
| ラルフ・ファーマン               | 1995-1997            | 1995年リタイア、1996年優勝、1997年リタイア                             | 2003（ジョーダン） |
| ゾルト・バウムガルトナー         | 2000                 | 2000年17位                                                             | 2003-2004（ジョーダン、ミナルディ） |
| ジャンマリア・ブルーニ           | 2000                 | 2000年リタイア                                                         | 2004（ミナルディ） |
| ヴィタントニオ・リウッツィ       | 2002                 | 2002年リタイア                                                         | 2005-2007, 2009-2011（レッドブル、トロ・ロッソ、フォース・インディア、HRT）                                                                        |
| ティアゴ・モンテイロ             | 1998-2001            | 1998年リタイア、1999年リタイア、2000年9位、2001年13位                  | 2005-2006（ジョーダン、ミッドランド） |
| ナレイン・カーティケヤン         | 1998-2000, 2002-2003 | 1998年11位、1999年リタイア、2000年13位、2002年リタイア、2003年リタイア | 2005, 2011-2012（ジョーダン、HRT） |
| パトリック・フリーザッハー       | 2000                 | 2000年10位                                                             | 2005（ミナルディ） |
| クリスチャン・アルバース         | 1998-1999            | 1998年リタイア、1999年                                                 | 2005-2007（ミナルディ、ミッドランド、スパイカー）                                                                                                  |
| ロバート・ドーンボス             | 2002-2003            | 2002年6位、2003年リタイア                                              | 2005-2006（ミナルディ、レッドブル） |
| ニコ・ロズベルグ                 | 2003-2004            | 2003年リタイア、2004年リタイア                                         | 2006-2016（ウィリアムズ、メルセデス） |
| 井出有治                         | 2000-2002            | 2000年リタイア、2001年5位、2002年リタイア                              | 2006（スーパーアグリ） |
| フランク・モンタニー             | 1997-1998            | 1997年リタイア、1998年リタイア                                         | 2006（スーパーアグリ） |
| 山本左近                         | 2001                 | 2001年リタイア                                                         | 2006-2007, 2010（スーパーアグリ、スパイカー、HRT）                                                                                                 |
| ロバート・クビサ                 | 2003-2005            | 2003年リタイア、2004年2位、2005年2位                                   | 2006-2010, 2019, 2021（BMWザウバー、ルノー、ウィリアムズ、アルファロメオ）                                                                         |
| ルイス・ハミルトン               | 2003-2004            | 2003年リタイア、2004年14位                                             | 2007-（マクラーレン、メルセデス、フェラーリ） |
| ヘイキ・コバライネン             | 2001-2002            | 2001年8位、2002年2位                                                   | 2007-2013（ルノー、マクラーレン、ケータハム、ロータス）                                                                                            |
| エイドリアン・スーティル         | 2006                 | 2006年3位                                                              | 2007-2011, 2013-2014（スパイカー、フォース・インディア、ザウバー）                                                                                 |
| セバスチャン・ベッテル           | 2005-2006            | 2005年3位、2006年23位                                                  | 2007-2022（BMWザウバー、トロ・ロッソ、レッドブル、フェラーリ、アストンマーティン）                                                                 |
| 中嶋一貴                         | 2004-2006            | 2004年13位、2005年5位、2006年リタイア                                  | 2007-2009（ウィリアムズ） |
| ネルソン・ピケJr.                | 2003-2004            | 2003年8位、2004年10位                                                  | 2008-2009（ルノー） |
| セバスチャン・ボーデ             | 1998-1999            | 1998年リタイア 、1999年リタイア                                        | 2008-2009（トロ・ロッソ） |
| セバスチャン・ブエミ             | 2006-2007            | 2006年4位、2007年11位                                                  | 2009-2011（トロ・ロッソ） |
| ハイメ・アルグエルスアリ         | 2008                 | 2008年10位                                                             | 2009-2011（トロ・ロッソ） |
| ロマン・グロージャン             | 2005-2007            | 2005年9位、2006年5位、2007年8位                                        | 2009, 2012-2020（ルノー、ロータス、ハース） |
| 小林可夢偉                       | 2006-2007            | 2006年19位、2007年13位                                                 | 2009-2012, 2014（トヨタ、ザウバー、ケータハム） |
| ニコ・ヒュルケンベルグ           | 2007                 | 2007年23位                                                             | 2010, 2012-2020, 2022-（ウィリアムズ、フォース・インディア、ザウバー、ルノー、レーシング・ポイント、アストンマーティン、ハース、キック・ザウバー） |
| ブルーノ・セナ                   | 2005, 2007           | 2005年リタイア、2007年リタイア                                         | 2010-2012（HRT、ルノー、ウィリアムズ） |
| ルーカス・ディ・グラッシ         | 2004-2005            | 2004年3位、2005年優勝                                                  | 2010（ヴァージン） |
| ポール・ディ・レスタ             | 2006                 | 2006年リタイア                                                         | 2011-2013, 2017（フォース・インディア、ウィリアムズ）                                                                                              |
| ダニエル・リカルド               | 2009                 | 2009年リタイア                                                         | 2011-（HRT、トロ・ロッソ、レッドブル、ルノー、マクラーレン、アルファタウリ、RB）                                                                   |
| ジャン＝エリック・ベルニュ       | 2010                 | 2010年7位                                                              | 2012-2014（トロ・ロッソ） |
| バルテリ・ボッタス               | 2009-2011            | 2009年5位、2010年3位、2011年リタイア                                   | 2013-2024（ウィリアムズ、メルセデス、アルファロメオ、キック・ザウバー）                                                                            |
| ギド・ヴァン・デル・ガルデ       | 2004                 | 2004年15位                                                             | 2013（ケータハム） |
| ジュール・ビアンキ               | 2008-2009            | 2008年9位、2009年10位                                                  | 2013-2014（マルシャ） |
| マックス・チルトン               | 2008-2009            | 2008年14位、2009年リタイア                                             | 2013-2014（マルシャ） |
| ケビン・マグヌッセン             | 2011                 | 2011年14位                                                             | 2014-2020, 2022-2024（マクラーレン、ルノー、ハース）                                                                                               |
| マーカス・エリクソン             | 2008-2009            | 2008年リタイア、2009年4位                                              | 2014-2018（ケータハム、ザウバー） |
| マックス・フェルスタッペン       | 2014                 | 2014年7位                                                              | 2015-（トロ・ロッソ、レッドブル） |
| カルロス・サインツJr.            | 2011-2013            | 2011年17位、2012年7位、2013年7位                                       | 2015-（トロ・ロッソ、ルノー、マクラーレン、フェラーリ、ウィリアムズ）                                                                              |
| ロベルト・メリ                   | 2008-2011, 2014      | 2008年リタイア、2009年17位、2010年8位、2011年リタイア、2014年4位       | 2015（マルシャ） |
| フェリペ・ナスル                 | 2010-2012            | 2010年11位、2011年2位、2012年5位                                       | 2015-2016（ザウバー） |
| パスカル・ウェーレイン           | 2012                 | 2012年4位                                                              | 2016-2017（マノー、ザウバー） |
| リオ・ハリアント                 | 2010                 | 2010年リタイア                                                         | 2016（マノー） |
| エステバン・オコン               | 2013-2014            | 2013年10位、2014年リタイア                                             | 2016-2018, 2020-（マノー、フォース・インディア、レーシング・ポイント、ルノー、アルピーヌ、ハース）                                                 |
| ランス・ストロール               | 2015                 | 2015年リタイア                                                         | 2017-（ウィリアムズ、レーシング・ポイント、アストンマーティン）                                                                                    |
| アントニオ・ジョヴィナッツィ     | 2015                 | 2015年4位                                                              | 2017, 2019-2021（ザウバー、アルファロメオ） |
| シャルル・ルクレール             | 2015                 | 2015年2位                                                              | 2018-（ザウバー、フェラーリ） |
| ランド・ノリス                   | 2016-2017            | 2016年11位、2017年2位                                                  | 2019-（マクラーレン） |
| アレクサンダー・アルボン         | 2015                 | 2015年13位                                                             | 2019-2020, 2022-（トロ・ロッソ、レッドブル、ウィリアムズ）                                                                                         |
| ジョージ・ラッセル               | 2016                 | 2016年7位                                                              | 2019-（ウィリアムズ、メルセデス） |
| 角田裕毅                         | 2019                 | 2019年11位                                                             | 2021-（アルファタウリ、RB） |
| ニキータ・マゼピン               | 2016                 | 2016年リタイア                                                         | 2021（ハース） |
| ミック・シューマッハ             | 2017-2018            | 2017年16位、2018年5位                                                  | 2021-2022（ハース） |
| 周冠宇                           | 2016-2018            | 2016年15位、2017年8位、2018年11位                                      | 2022-2024（アルファロメオ、キック・ザウバー） |
| ローガン・サージェント           | 2019                 | 2019年3位                                                              | 2023-2024（ウィリアムズ） |
| リアム・ローソン                 | 2019                 | 2019年7位                                                              | 2023-（アルファタウリ、RB、レッドブル） |
| アイザック・ハジャー             | 2023                 | 2023年7位                                                              | 2025-（RB） |